# Coccomyces atactus
Coccomyces atactus är en svampart som beskrevs av Rehm 1888. Coccomyces atactus ingår i släktet Coccomyces och familjen Rhytismataceae.   Inga underarter finns listade i Catalogue of Life.